# Lijst van afleveringen van Phineas en Ferb
Dit is de lijst van afleveringen van de televisieserie Phineas en Ferb. In Nederland worden de afleveringen uitgezonden op de productie code. Seizoen 1 werd compleet uitgezonden op Jetix en vanaf 4 oktober 2009 op Disney Channel. Op 1 januari 2010 veranderde Jetix zijn naam in Disney XD en de afleveringen gingen daar gewoon verder.

## Seizoenenoverzicht
| Seizoenen | Afleveringen | Uitzenddatum (VS) | Uitzenddatum (VS) | Uitzenddatum (NL/BE) | Uitzenddatum (NL/BE) |
| Seizoenen | Afleveringen | Eerste            | Laatste           | Eerste               | Laatste              |
| --------- | ------------ | ----------------- | ----------------- | -------------------- | -------------------- |
| 1         | 47           | 17 augustus 2007  | 20 maart 2009     | 13 oktober 2008      | zomer 2009           |
| 2         | 65           | 19 februari 2009  | 7 maart 2011      | 28 september 2009    | 30 juni 2011         |
| 3         | 62           | 4 maart 2011      | 30 november 2012  | 7 november 2011      | 16 juni 2013         |
| 4         | 48           | 7 december 2012   | 12 juni 2015      | 7 september 2013     | 25 juli 2015         |
| Film      | 1            | 5 augustus 2011   | 5 augustus 2011   | 20 november 2011     | 20 november 2011     |
| Special   | 1            | 9 november 2015   | 9 november 2015   | nog niet bekend      | nog niet bekend      |

## Afleveringen

### Seizoen 1
| Nr. in serie | Nr. in seizoen | Titel                                     | Productiecode | Oorspronkelijke uitzenddatum |
| ------------ | -------------- | ----------------------------------------- | ------------- | ---------------------------- |
| 1a           | 1a             | Achtbaan                                  | 101a          | 17 augustus 2007             |
| 1b           | 1b             | Een kado voor Candace                     | 101b          | 5 februari 2008              |
| 2a           | 2a             | Racemonster Phineas                       | 102a          | 2 februari 2008              |
| 2b           | 2b             | Strandfeest en tuinkabouters              | 102b          | 28 september 2007            |
| 3a           | 3a             | Het cowboy-trio                           | 103a          | 7 februari 2008              |
| 3b           | 3b             | Zwinter                                   | 103b          | 9 februari 2008              |
| 4a           | 4a             | Mijn eigen mummie                         | 104a          | 15 februari 2008             |
| 4b           | 4b             | Flopsterren                               | 104b          | 1 februari 2008              |
| 5a           | 5a             | Duimworstelen                             | 105a          | 4 februari 2008              |
| 5b           | 5b             | Licht, Candace, actie!                    | 105b          | 3 februari 2008              |
| 6a           | 6a             | Het Bigfootavontuur                       | 106a          | 23 februari 2008             |
| 6b           | 6b             | De boomhutbouwers                         | 106b          | 22 maart 2008                |
| 7            | 7              | Terug in de tijd                          | 107           | 1 maart 2008                 |
| 8a           | 8a             | Circus Sensatie                           | 108a          | 10 februari 2008             |
| 8b           | 8b             | Werelds speelgoed                         | 108b          | 22 februari 2008             |
| 9            | 9              | Eén keer schrikken moet genoeg zijn       | 109           | 3 oktober 2008               |
| 10a          | 10a            | Heer-lijk Engeland                        | 110a          | 14 juni 2008                 |
| 10b          | 10b            | De Broer-bots                             | 110b          | 6 februari 2008              |
| 11a          | 11a            | Mams verjaardag                           | 111a          | 10 mei 2008                  |
| 11b          | 11b            | Reis naar het middelpunt van Candace      | 111b          | 29 februari 2008             |
| 12a          | 12a            | Krankzinnige catwalk                      | 112a          | 7 februari 2008              |
| 12b          | 12b            | Het bew-ijs                               | 112b          | 17 februari 2008             |
| 13a          | 13a            | Racebeest                                 | 113a          | 24 februari 2008             |
| 13b          | 13b            | Ode aan Foutbaard                         | 113b          | 12 april 2008                |
| 14           | 14             | Joh, we brengen de band weer bij elkaar   | 114           | 8 maart 2008                 |
| 15a          | 15a            | Doe mee met de Betty's                    | 115a          | 12 september 2008            |
| 15b          | 15b            | De vliegende visboer                      | 115b          | 12 augustus 2008             |
| 16           | 16             | Eindelijk" / "Phineas en Ferb zijn er bij | 116           | 13 maart 2009                |
| 17a          | 18a            | Gladimotoren                              | 117a          | 19 april 2008                |
| 17b          | 17b            | We lappen ze erbij                        | 117b          | 19 april 2008                |
| 18a          | 18a            | De zweep erover                           | 118a          | 24 mei 2008                  |
| 18b          | 18b            | De beste luie dag ooit                    | 118b          | 24 mei 2008                  |
| 19a          | 19a            | Een prehistorisch vriendje                | 119a          | 7 juni 2008                  |
| 19b          | 19b            | Reis naar de bodem van Buford             | 119b          | 7 juni 2008                  |
| 20a          | 20a            | Sla een slag in de lucht                  | 120a          | 10 augustus 2008             |
| 20b          | 20b            | Lijk ik dik in dit vogelbekdier?          | 120b          | 10 augustus 2008             |
| 21           | 21a            | Camera actie                              | 121a          | 12 juli 2008                 |
| 21b          | 21b            | Bowling drama                             | 121b          | 12 juli 2008                 |
| 22a          | 22a            | Het Monster van Phineas-n-Ferbenstein     | 122a          | 17 oktober 2008              |
| 22b          | 22b            | Olie op zand                              | 122b          | 17 oktober 2008              |
| 23a          | 23a            | Voorwaarts Mars!                          | 123a          | 20 maart 2009                |
| 23b          | 23b            | Voorwaarts Mars Opnieuw                   | 123b          | 20 maart 2009                |
| 24           | 24             | Ben even naar de ruimte (deel 1&2)        | 124           | 17 oktober 2008              |
| 25a          | 25a            | Sportief?                                 | 125a          | 2 augustus 2008              |
| 25b          | 25b            | Kermillians Komeet                        | 125b          | 2 augustus 2008              |
| 26a          | 26a            | De Tekenfilm                              | 126a          | 7 november 2008              |
| 26b          | 26b            | Leve Doofania!                            | 126b          | 7 november 2008              |

### Seizoen 2
| Nr. in serie | Nr. in seizoen | Titel                                     | Productiecode | Zender         | Uitzenddatum (VS)               | Uitzenddatum (NL / BE)            |
| ------------ | -------------- | ----------------------------------------- | ------------- | -------------- | ------------------------------- | --------------------------------- |
| 27           | 1              | Het Monster van Loch Neus                 | 201           | Jetix          | 19 februari 2009                | 28 september 2009                 |
| 28a          | 2a             | Interview met een Vogelbekdier            | 202a          | Jetix          | 20 februari 2009                | 28 september 2009                 |
| 28b          | 2b             | Punt van de Dag                           | 202b          | Jetix          | 20 februari 2009                | 28 september 2009                 |
| 29a          | 3a             | Candace is reuze!                         | 203a          | Jetix          | 21 februari 2009                | 29 september 2009                 |
| 29b          | 3b             | Tuinaquarium                              | 203b          | Jetix          | 21 februari 2009                | 29 september 2009                 |
| 30a          | 4a             | Dag van de Levende Gelatine               | 204a          | Jetix          | 28 februari 2009                | 30 september 2009                 |
| 30b          | 4b             | Dat is Wezenlijk, M’n Beste Stacy         | 204b          | Jetix          | 28 februari 2009                | 30 september 2009                 |
| 31a          | 5a             | Niet knipperen                            | 205a          | Jetix          | 4 april 2009                    | 1 oktober 2009                    |
| 31b          | 5b             | Chez Platypus                             | 205b          | Jetix          | 4 april 2009                    | 1 oktober 2009                    |
| 32a          | 6a             | Perry Legt een Ei                         | 206a          | Jetix          | 11 april 2009                   | 5 oktober 2009                    |
| 32b          | 6b             | Dat Hoort bij het Spel                    | 206b          | Jetix          | 11 april 2009                   | 5 oktober 2009                    |
| 33           | 7              | De Kronieken van Meap                     | 207           | Jetix          | 18 april 2009                   | 5 oktober 2009                    |
| 34a          | 8a             | Thaddeus en Thor                          | 208a          | Jetix          | 15 juni 2009                    | 6 oktober 2009                    |
| 34b          | 8b             | Vlieg op! Vlieg op!                       | 208b          | Jetix          | 15 juni 2009                    | 6 oktober 2009                    |
| 35a          | 9a             | Doe dan de quiz                           | 209a          | Jetix          | 22 juni 2009                    | 7 oktober 2009                    |
| 35b          | 9b             | In de Wasstraat                           | 209b          | Jetix          | 22 juni 2009                    | 7 oktober 2009                    |
| 36a          | 10a            | Oh, Daar Ben Je, Perry                    | 210a          | Jetix          | 11 juli 2009                    | 8 oktober 2009                    |
| 36b          | 10b            | De Zwitserse Familie Phineas              | 210a          | Jetix          | 11 juli 2009                    | 8 oktober 2009                    |
| 37           | 11             | Phineas en Ferb Cliptastische Top Tien    | 211           | Disney XD      | 12 oktober 2009                 | 28 maart 2010                     |
| 38           | 12             | Phineas en Ferb's Quantum Ratjetoe        | 212           | Jetix          | 21 september 2009               | 5 december 2009                   |
| 39a          | 13a            | Verstoppertje                             | 213a          | Jetix          | 18 juli 2009                    | 5 december 2009                   |
| 39b          | 13b            | Het liefdesbootje                         | 213b          | Jetix          | 18 juli 2009                    | 5 december 2009                   |
| 40a          | 14a            | De Baljeatles                             | 214a          | Jetix          | 25 juli 2009                    | 5 december 2009                   |
| 40b          | 14b            | Kleine meisjes worden groot               | 214b          | Jetix          | 25 juli 2009                    | 19 december 2009                  |
| 41a          | 15a            | Bij de konijnen af                        | 215a          | Jetix          | 1 augustus 2009                 | 19 december 2009                  |
| 41b          | 15b            | Kuren                                     | 215b          | Jetix          | 1 augustus 2009                 | 19 december 2009                  |
| 42a          | 16a            | De Bellen-jongens                         | 216a          | Jetix          | 17 oktober 2009                 | 19 december 2009                  |
| 42b          | 16b            | Isabella en de Saptempel                  | 216b          | Jetix          | 17 oktober 2009                 | 19 december 2009                  |
| 43a          | 17a            | Kop Op Candace                            | 217a          | Disney XD      | 24 oktober 2009                 | 1 januari 2010                    |
| 43b          | 17b            | Padvindster-Trammelant                    | 217b          | Disney XD      | 24 oktober 2009                 | 1 januari 2010                    |
| 44a          | 18a            | De Pestkop Wet                            | 218a          | Disney XD      | 31 oktober 2009                 | 28 februari 2010                  |
| 44b          | 18b            | Op Zoek Naar Mary McGuffin                | 218b          | Disney XD      | 31 oktober 2009                 | 28 februari 2010                  |
| 45a          | 19a            | Wat gaat ie doen?                         | 219a          | Disney XD      | 14 november 2009                | 1 januari 2010                    |
| 45b          | 19b            | Atlantis                                  | 219b          | Disney XD      | 14 november 2009                | 1 januari 2010                    |
| 46a          | 20a            | Op de gevoelige plaat                     | 220a          | Disney XD      | 7 november 2009                 | 14 maart 2010                     |
| 46b          | 20b            | Slecht dansen                             | 220b          | Disney XD      | 7 november 2009                 | 14 maart 2010                     |
| 47a          | 21a            | Ik was een robot op leeftijd              | 221a          | Disney XD      | 13 februari 2010                | 11 april 2010                     |
| 47b          | 21b            | Strijdbare Suzy                           | 221b          | Disney XD      | 13 februari 2010                | 11 april 2010                     |
| 48           | 22             | Phineas en Ferb's Kerstvakantie           | 222           | Disney Channel | 7 december 2009 6 december 2010 | 21 december 2009 24 december 2010 |
| 49a          | 23a            | Geheim agent Kees                         | 223a          | Disney XD      | 13 februari 2010                | 18 april 2010                     |
| 49b          | 23b            | Hiep hiep hoezo                           | 223b          | Disney XD      | 13 februari 2010                | 18 april 2010                     |
| 50a          | 24a            | Ik moet er even door                      | 224a          | Disney XD      | 6 februari 2010                 | 2 mei 2010                        |
| 50b          | 24b            | De grote dag van Candace                  | 224b          | Disney XD      | 6 februari 2010                 | 2 mei 2010                        |
| 51a          | 25a            | Invasie van de Ferb Snatchers             | 225a          | Disney XD      | 20 februari 2010                | 23 mei 2010                       |
| 51b          | 25b            | Da's Geen Kinderspel                      | 225b          | Disney XD      | 20 februari 2010                | 23 mei 2010                       |
| 52           | 26             | De Tovenaar van Zot                       | 226           | Disney XD      | 24 september 2010               | 5 december 2010                   |
| 53           | 27             | De Snuit                                  | 227           | Disney Channel | 8 maart 2010                    | 28 augustus 2010                  |
| 54a          | 28a            | Niet Phineas & Ferb                       | 228a          | Disney XD      | 27 februari 2010                | 5 september 2010                  |
| 54b          | 28b            | Phineas & Ferb-Verklikkers                | 228b          | Disney XD      | 27 februari 2010                | 5 september 2010                  |
| 55a          | 29a            | De hagedissen Fluisteraar                 | 229a          | Disney XD      | 6 maart 2010                    | 12 september 2010                 |
| 55b          | 29b            | Robot Rodeo                               | 229b          | Disney XD      | 6 maart 2010                    | 12 september 2010                 |
| 56a          | 30a            | Het Geheim tot Succes                     | 230a          | Disney XD      | 8 oktober 2010                  | 19 september 2010                 |
| 56b          | 30b            | Doofs Duistere Kant van de Maan           | 230b          | Disney XD      | 8 oktober 2010                  | 19 september 2010                 |
| 57a          | 31a            | Zij is de Burgemeester                    | 231a          | Disney XD      | 14 juni 2010                    | 26 september 2010                 |
| 57b          | 31b            | De Limonadekraam                          | 231b          | Disney XD      | 14 juni 2010                    | 26 september 2010                 |
| 58a          | 32a            | Dit is pas een doolhof                    | 232a          | Disney Channel | 1 oktober 2010                  | 5 november 2010                   |
| 58b          | 32b            | Dames en Heren: Hier is Max Modem!        | 232b          | Disney XD      | 1 oktober 2010                  | 5 juni 2011                       |
| 59           | 33             | Nerds van één soort" / "Soort zoekt soort | 233           | Disney XD      | 16 augustus 2010                | 13 maart 2011                     |
| 60           | 34             | Phineas en Ferb op vakantie in Hawaï      | 234           | Disney XD      | 9 juli 2010                     | 28 november 2010                  |
| 61a          | 35a            | Gespleten Persoonlijkheid                 | 235a          | Disney Channel | 29 oktober 2010                 | 12 november 2010                  |
| 61b          | 35b            | Breinbestuur                              | 235b          | Disney XD      | 29 oktober 2010                 | 24 april 2011                     |
| 62a          | 36a            | Spelen maar                               | 236a          | Disney XD      | 11 februari 2011                | 26 juni 2011                      |
| 62b          | 36b            | Candace wordt betrapt                     | 236b          | Disney XD      | 11 februari 2011                | 30 juni 2011                      |
| 63-64        | 37-38          | Phineas en Ferb: De Zomer is van jou!     | 237-238       | Disney Channel | 2 augustus 2010                 | 15 oktober 2010                   |
| 65           | 39             | Achtbaan: de Musical!                     | 239           | Disney XD      | 29 januari 2011                 | 20 maart 2011                     |

### Seizoen 3
| Nr. in serie | Nr. in seizoen | Titel                                       | Productiecode | Zender                   | Uitzenddatum (VS) | Uitzenddatum (NL / BE) |
| ------------ | -------------- | ------------------------------------------- | ------------- | ------------------------ | ----------------- | ---------------------- |
| 66a          | 1a             | Ren, Candace, Ren                           | 301a          | Disney XD                | 11 maart 2011     | 9 november 2011        |
| 66b          | 1b             | Laatste trein naar Verklikstad              | 301b          | Disney XD                | 11 maart 2011     | 10 november 2011       |
| 67a          | 2a             | Het buiten binnen                           | 302a          | Disney XD                | 4 maart 2011      | 7 november 2011        |
| 67b          | 2b             | Canderemy                                   | 302b          | Disney XD                | 4 maart 2011      | 8 november 2011        |
| 68a          | 3a             | De buik van het beest                       | 303a          | Disney XD                | 29 april 2011     | 11 november 2011       |
| 68b          | 3b             | Maanmelk                                    | 303b          | Disney XD                | 29 april 2011     | 14 november 2011       |
| 69           | 4              | Phineas' verjaardagsclipshow                | 304           | Disney XD                | 1 april 2011      | 17 november 2011       |
| 70a          | 5a             | Stel een domme vraag                        | 305a          | Disney XD                | 13 mei 2011       | 15 november 2011       |
| 70b          | 5b             | Onbegrepen vogelbekdier                     | 305b          | Disney XD                | 13 mei 2011       | 16 november 2011       |
| 71a          | 6a             | Candace niet verbonden                      | 306a          | Disney XD                | 18 juni 2011      | 18 november 2011       |
| 71b          | 6b             | Vliegend tapijt ritje                       | 306b          | Disney XD                | 18 juni 2011      | 20 november 2011       |
| 72a          | 7a             | Slechte haardag                             | 307a          | Disney XD                | 24 juni 2011      | 21 november 2011       |
| 72b          | 7b             | Gehaktbrood Geschenk                        | 307b          | Disney XD                | 24 juni 2011      | 22 november 2011       |
| 73a          | 8a             | Steentijd                                   | 308a          | Disney XD                | 13 januari 2012   | 23 november 2011       |
| 73b          | 8b             | Doof Dynastie                               | 308b          | Disney XD                | 14 januari 2012   | 24 november 2011       |
| 74a          | 9a             | Phineas en Ferb onderbroken                 | 309a          | Disney XD                | 15 juli 2011      | 25 november 2011       |
| 74b          | 9b             | Een echte jongen                            | 309b          | Disney XD                | 15 juli 2011      | 28 november 2011       |
| 75a          | 10a            | Mamma hoor je me?                           | 310a          | Disney XD                | 29 juli 2011      | 12 februari 2012       |
| 75b          | 10b            | Road Trip                                   | 310b          | Disney XD                | 29 juli 2011      | 12 februari 2012       |
| 76a          | 11a            | Skiddley Whiffers                           | 311a          | Disney XD                | 26 augustus 2011  | 12 februari 2012       |
| 76b          | 11b            | Tour de Ferb                                | 311b          | Disney XD                | 12 augustus 2011  | 12 februari 2012       |
| 77           | 12             | Mijn schone goals                           | 312           | Disney XD                | 9 september 2011  | 13 juni 2012           |
| 78a          | 13a            | Perry het acteerdier                        | 313a          | Disney XD                | 3 maart 2012      | 10 juni 2012           |
| 78b          | 13b            | In de roos!                                 | 313b          | Disney XD                | 30 september 2011 | 4 april 2012           |
| 79a          | 14a            | Geestig                                     | 314a          | Disney XD                | 7 oktober 2011    | 1 november 2012        |
| 79b          | 14b            | De vloek van Candace                        | 314b          | Disney XD                | 7 oktober 2011    | 1 november 2012        |
| 80a          | 15a            | Ontsnapping uit de Phineas toren            | 315a          | Disney XD                | 21 oktober 2011   | 12 februari 2012       |
| 80b          | 15b            | De butler heeft het gedaan                  | 315b          | Disney XD                | 24 februari 2012  | 12 februari 2012       |
| 81a          | 16a            | Ferb Latijn                                 | 316a          | Disney XD                | 25 november 2011  | 16 juni 2012           |
| 81b          | 16b            | In de puree                                 | 316b          | Disney XD                | 18 november 2011  | 15 februari 2012       |
| 82a          | 17a            | Een Phineas en Ferb familie kerstfeest      | 317a          | Disney XD                | 2 december 2011   | 16 december 2011       |
| 83a          | 18a            | Als een kip zonder kop                      | 318a          | Disney XD                | 1 juni 2012       | 27 juni 2012           |
| 83b          | 18b            | Ferb TV                                     | 318b          | Disney Channel           | 7 september 2012  | 28 oktober 2012        |
| 84a          | 19a            | Mam, waar zit je?                           | 319a          | Disney XD                | 2 maart 2012      | 4 juli 2012            |
| 84b          | 19b            | Monogram Junior                             | 319b          | Disney XD                | 11 mei 2012       | 4 juli 2012            |
| 85           | 20             | Excaliferb                                  | 320           | Disney XD                | 15 januari 2012   | 3 november 2012        |
| 86a          | 21a            | Monster uit het id                          | 321a          | Disney Channel           | 10 februari 2012  | 9 april 2012           |
| 86b          | 21b            | Giga-mier                                   | 321b          | Disney XD                | 10 februari 2012  | 3 juli 2012            |
| 87a          | 22a            | Agent Doof                                  | 322a          | Disney XD                | 11 mei 2012       | 10 december 2012       |
| 87b          | 22b            | Phineas en Ferb en de tempel van Ouatdoejah | 322b          | Disney XD                | 16 januari 2012   | 3 november 2012        |
| 88a          | 23a            | Bestelling van het lot                      | 323a          | Disney XD                | 27 april 2012     | 7 november 2012        |
| 88b          | 23b            | Springen                                    | 323b          | Disney XD                | 16 maart 2012     | 7 november 2012        |
| 89a          | 24a            | De Rustigste Dag Ooit                       | 324a          | Disney XD                | 30 maart 2012     | 26 oktober 2012        |
| 89b          | 24b            | Pestkop en de Nerd                          | 324b          | Disney XD                | 16 maart 2012     | 2 november 2012        |
| 90a          | 25a            | Doenkelbessen Gezocht                       | 325a          | Disney XD                | 30 maart 2012     | 27 maart 2013          |
| 90b          | 25b            | Bufferd’s Geheim                            | 325b          | Disney XD                | 27 april 2012     | 27 maart 2013          |
| 91a          | 26a            | Slim slaapwandelen                          | 326a          | Disney XD                | 8 juni 2012       | 24 november 2012       |
| 91b          | 26b            | Het vliegt door de lucht en het is rond     | 326b          | Disney XD                | 8 juni 2012       | 1 december 2012        |
| 92           | 27             | Meapless in Seattle                         | 327           | Disney XD                | 6 april 2012      | 1 december 2012        |
| 93a          | 28a            | De Mam Aantrekker                           | 328a          | Disney XD                | 4 mei 2012        | 21 mei 2013            |
| 93b          | 28b            | Cranius Maximus                             | 328b          | Disney XD                | 4 mei 2012        | 21 mei 2013            |
| 94a          | 29a            | Het zal je pa maar wezen                    | 329a          | Disney XD                | 22 juni 2012      | 5 december 2012        |
| 94b          | 29b            | Schoenschraper blijf bij je leest           | 329b          | Disney XD                | 22 juni 2012      | 5 december 2012        |
| 95a          | 30a            | Vogelbekdoof                                | 330a          | Disney XD                | 6 juli 2012       | 16 januari 2013        |
| 95b          | 30b            | Norm gaat los                               | 330b          | Disney XD                | 6 juli 2012       | 19 april 2013          |
| 96a          | 31a            | Botsende werelden                           | 331a          | Disney XD                | 14 september 2012 | 20 maart 2013          |
| 96b          | 31b            | De weg naar Danville                        | 31b           | Disney XD                | 26 oktober 2012   | 20 maart 2013          |
| 97           | 32             | Waar is Perry?                              | 332           | Disney XD Disney Channel | 26 juli 2012      | 16 februari 2013       |
| 98           | 33             | Waar is Perry? (Deel twee)                  | 333           | Disney XD Disney Channel | 24 augustus 2012  | 23 februari 2013       |
| 99a          | 34a            | Totale Duisternis                           | 334a          | Disney XD                | 30 november 2012  | 3 mei 2013             |
| 99b          | 34b            | Heb ik wat gemist?                          | 334b          | Disney XD                | 17 september 2012 | 26 april 2013          |
| 100          | 35             | Jouw Achtergrond Verhaal                    | 335           | Disney XD                | 2 november 2012   | 16 juni 2013           |

### Seizoen 4
| Nr. in serie | Nr. in seizoen | Titel                                                                    | Productiecode | Uitzenddatum (VS) |
| ------------ | -------------- | ------------------------------------------------------------------------ | ------------- | ----------------- |
| 101a         | 1a             | Vlieg op de muur                                                         | 401a          | 11 januari 2013   |
| 101b         | 1b             | Mijn Autootje                                                            | 401b          | 1 februari 2013   |
| 102a         | 2a             | Op glad ijs                                                              | 402a          | 7 december 2012   |
| 102b         | 2b             | Happy new year                                                           | 402b          | 7 december 2012   |
| 103a         | 3a             | Pak ze Bufferd                                                           | 403a          | 18 januari 2013   |
| 103b         | 3b             | Een grote hutspot                                                        | 403b          | 19 april 2013     |
| 104a         | 4a             | Der Kinderlumper                                                         | 404a          | 15 februari 2013  |
| 104b         | 4b             | Je verdiende toet                                                        | 404b          | 5 juli 2013       |
| 105a         | 5a             | Bijendag                                                                 | 405a          | 26 april 2013     |
| 105b         | 5b             | Bijenverhaal                                                             | 405b          | 26 april 2013     |
| 106          | 6              | Op een zijspoor                                                          | 406           | 1 maart 2013      |
| 107a         | 7a             | In de knoop                                                              | 407a          | 5 juli 2013       |
| 107b         | 7b             | Brein ruil                                                               | 407b          | 5 april 2013      |
| 108          | 8              | Primal Perry                                                             | 408           | 2 maart 2013      |
| 109a         | 9a             | La Candace-Cabra                                                         | 409a          | 12 juli 2013      |
| 109b         | 9b             | Gefeliciteerd Isabella                                                   | 409b          | 12 juli 2013      |
| 110a         | 10a            | Als een vis in het Water                                                 | 410a          | 7 juni 2013       |
| 110b         | 10b            | Waar is Pinky                                                            | 410b          | 7 juni 2013       |
| 111          | 11             | Phineas and Ferb: Mission Marvel                                         | 411           | 16 augustus 2013  |
| 112          | 12             | Phineas and Ferb: Mission Marvel                                         | 412           | 16 augustus 2013  |
| 113a         | 13a            | Vriendelijk bedankt                                                      | 413a          | 13 september 2013 |
| 113b         | 13b            | Perry van Troje                                                          | 413b          | 20 september 2013 |
| 114a         | 14a            | Liefde op het eerste blik                                                | 414a          | 2 augustus 2013   |
| 114b         | 14b            | Wie draait zal oogsten                                                   | 414b          | 9 augustus 2013   |
| 115a         | 15a            | Angst duurt het langst                                                   | 415a          | 1 november 2013   |
| 115b         | 15b            | Vette pech                                                               | 415b          | 10 januari 2014   |
| 116a         | 16a            | Terug naar de winkel                                                     | 416a          | 24 januari 2014   |
| 116b         | 16b            | Storm in een glas water                                                  | 416b          | 11 juni 2014      |
| 117a         | 17a            | Steampunkers                                                             | 417a          | 15 november 2013  |
| 117b         | 17b            | Het is geen picknick                                                     | 417b          | 23 juni 2014      |
| 118          | 18             | Tergend Tragische Trilogie van Terreur                                   | 418           | 5 oktober 2013    |
| 119a         | 19a            | Druselsteinoween                                                         | 419a          | 4 oktober 2013    |
| 119b         | 19b            | Wees niet bang                                                           | 419b          | 11 oktober 2013   |
| 120          | 20             | Het Klimpaloon Ultimatum                                                 | 420           | 7 juli 2014       |
| 421a         | 21a            | Doof 101                                                                 | 421a          | 27 november 2014  |
| 421b         | 21b            | Vaderdag                                                                 | 421a          | 10 juni 2014      |
| 122a         | 22a            | Operatie kruimeltaart                                                    | 422a          | 14 juli 2014      |
| 122b         | 22b            | Mandace                                                                  | 422b          | 14 juli 2014      |
| 123          | 23             | Verhalen over het verzet                                                 | 423           | 25 november 2014  |
| 124a         | 24a            | De terugkeer van het schurk konijn                                       | 424a          | 16 juni 2014      |
| 124b         | 24b            | Leven en laten rijden                                                    | 424b          | 1 maart 2014      |
| 125a         | 25a            | Verdwaald                                                                | 425a          | 29 september 2014 |
| 125b         | 25b            | De Inator Aanpak                                                         | 425b          | 29 september 2014 |
| 126          | 26             | Gedraag je naar je leeftijd                                              | 426           | februari 2015     |
| 127          | 27             | Phineas en Ferb redden de zomer                                          | 427           | 9 juni 2014       |
| 128          | 28             | Phineas en Ferb redden de zomer                                          | 428           | 9 juni 2014       |
| 129          | 29             | Nacht van de levende apothekers                                          | 430           | 4 oktober 2014    |
| 130          | 30             | Nacht van de levende apothekers                                          | 431           | 4 oktober 2014    |
| 131          | 31             | Phineas and Ferb Star Wars                                               | 433           | 26 juli 2014      |
| 132          | 32             | Phineas and Ferb Star Wars                                               | 434           | 26 juli 2014      |
| 140          | 40             | Phineas and Ferb's Musical Cliptastic Countdown Hosted by Kelly Osbourne | 440           | 28 juni 2013      |
| 161          | 61             | De laatste zomerdag                                                      | 436           | 12 juni 2015      |
| 162          | 62             | De laatste zomerdag                                                      | 437           | 12 juni 2015      |

Alle afleveringen van het vierde seizoen zijn in Nederland uitgezonden op Disney XD en/of Disney Channel.

## Films
| Titel | Zender | Uitzenddatum |
| --- | --- | --- |
| Phineas and Ferb the Movie: Dwars door de 2de dimensie | Disney Channel (VS) Disney XD (NL) Disney Channel Benelux | 5 augustus 2011 (VS) 20 november 2011 (NL) 25 november 2011 (NL & BE) |
| Als Phineas en Ferb per ongeluk Doofenshmirtz helpen om zijn nieuwste creatie compleet te maken (die uiteindelijk de controle over Danville zal nemen), neemt Doofenshmirtz ze mee naar een nieuwe dimensie. Daar ontdekken Phineas en Ferb dat Perry een geheim agent is die dagelijks het kwaad verslaat. De jongens gaan samen met Perry op een groots avontuur door het parallel universum waar zij uiteindelijk het kwaad van Doofenshmirtz moeten bestrijden. Ook ontmoeten ze hun eigen dubbelgangers! In deze andere dimensie is Doofenshmirtz de leider van Danville, en nog erger; de zomervakantie bestaat niet! Zullen Phineas en Ferb een manier bedenken om terug te keren naar hun eigen dimensie, of zullen ze voor altijd vast zitten in deze alternatieve dimensie? En zullen ze Perry nog terugzien nu ze zijn ware identiteit weten? | Als Phineas en Ferb per ongeluk Doofenshmirtz helpen om zijn nieuwste creatie compleet te maken (die uiteindelijk de controle over Danville zal nemen), neemt Doofenshmirtz ze mee naar een nieuwe dimensie. Daar ontdekken Phineas en Ferb dat Perry een geheim agent is die dagelijks het kwaad verslaat. De jongens gaan samen met Perry op een groots avontuur door het parallel universum waar zij uiteindelijk het kwaad van Doofenshmirtz moeten bestrijden. Ook ontmoeten ze hun eigen dubbelgangers! In deze andere dimensie is Doofenshmirtz de leider van Danville, en nog erger; de zomervakantie bestaat niet! Zullen Phineas en Ferb een manier bedenken om terug te keren naar hun eigen dimensie, of zullen ze voor altijd vast zitten in deze alternatieve dimensie? En zullen ze Perry nog terugzien nu ze zijn ware identiteit weten? | Liedjes: - Alles gaat beter met Perry - Ik heb een gloednieuwe vriend - Zomer - Dan ga ik maar - Een gloednieuwe werkelijkheid - Robotruzie - Wij weten altijd raad - Heey kom op geef gas |

## Special
| Titel              | Zender | Uitzenddatum (VS) | Uitzenddatum (NL / BE) |
| ------------------ | ------ | ----------------- | ---------------------- |
| The O.W.C.A. Files | TBA    | 9 november 2015   | TBA                    |